# 迫静二
迫 静二（さこ せいじ、古い文書では「靜二」と表記 1898年（明治31年）3月26日 - 1983年（昭和58年）8月6日）は、日本の銀行家、富士銀行初代頭取。

## 人物・来歴
熊本県熊本市出身。熊本県立熊本中学校、官立第五高等学校を経て、1922年（大正11年）に東京帝国大学法学部を卒業。安田銀行に入社。1946年（昭和21年）常務取締役、48年と社長となり、行名を富士銀行と改める。翌年社長を頭取に改称し、初代頭取に就任。全国銀行協会連合会会長などを務めた。
1983年8月6日死去、85歳没。
| スタブアイコン | サブスタブ | この項目は、まだ閲覧者の調べものの参照としては役立たない、人物に関連した書きかけの項目です。この項目を加筆・訂正などしてくださる協力者を求めています（P:人物伝/PJ:人物伝）。 |